# Jan Štěrba
Jan Štěrba, né le 1er juin 1981 à Prague, est un kayakiste tchèque.
Il a été médaillé de bronze de kayak à quatre 1 000 m aux Jeux olympiques d'été de 2012 à Londres, avec Josef Dostál, Daniel Havel et Lukáš Trefil.